# Kōji Kataoka
Kōji Kataoka (japanisch 片岡 功二 Kataoka Kōji; * 19. Juni 1977 in der Präfektur Fukuoka) ist ein ehemaliger japanischer Fußballspieler.

## Karriere
Kataoka erlernte das Fußballspielen in der Schulmannschaft der Tokai University Daigo High School. Seinen ersten Vertrag unterschrieb er 1996 bei Otsuka Pharmaceutical (heute: Tokushima Vortis). Der Verein spielte in der zweithöchsten Liga des Landes, der Japan Football League. 2004 wurde er mit dem Verein Meister der Japan Football League und stieg in die J2 League auf. Ende 2009 beendete er seine Karriere als Fußballspieler.